# Eva Chamberlain

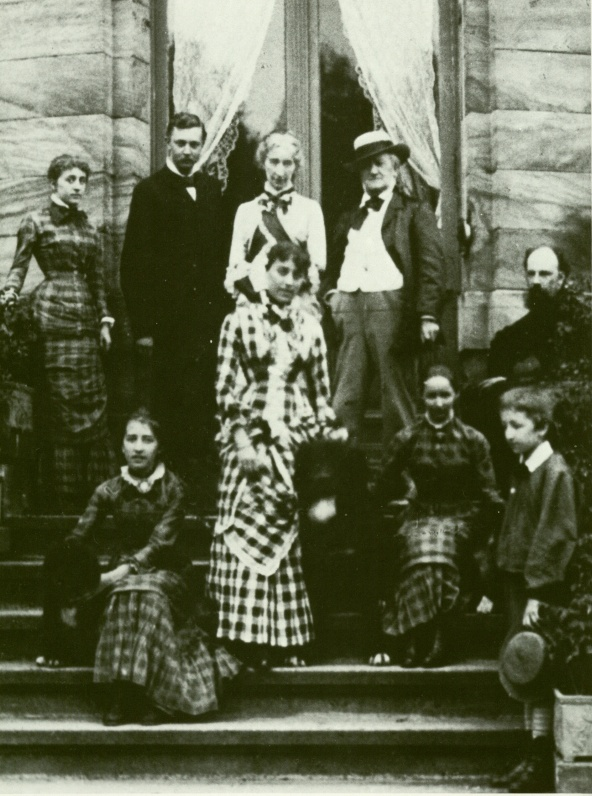
Richard Wagners familj, augusti 1881, uppifrån från vänster: Blandine, Heinrich von Stein (Siegfrieds lärare), Cosima, Richard, konstnären Paul von Joukowsky nederst: Isolde, Daniela, Eva, Siegfried

Eva Maria Chamberlain, född 17 februari 1867 i Luzern i Schweiz, död 26 maj 1942 i Bayreuth, var dotter till Richard Wagner och Cosima Wagner. 

## Biografi
När Eva föddes var hennes mor Cosima fortfarande gift med dirigenten Hans von Bülow. Genom sin mor var hon också barnbarn till kompositören Franz Liszt. Tillsammans med syskonen Isolde och Siegfried uppfostrades Eva av en privatlärare, medan hennes halvsystrar Blandine och Daniela placerades på en internatskola.
År 1906 tog Eva över vården av sin sjuka mor i Villa Wahnfried i Bayreuth. Hon tog också hand om hennes korrespondens och var den enda familjemedlemmen som hade tillgång till familjearkivet. Eva uppgav att "hennes mor hade uttryckt en önskan om att dagböckerna skulle vara i hennes dotters händer". 1908 gifte hon sig med Houston Stewart Chamberlain. De förvärvade en ståtlig villa intill Villa Wahnfried, som de flyttade in i 1916 (idag Jean Paul-museet).
Under 1920- och 1930-talen var hon och halvsystern Daniela ledare för Altwagnerianerna som motsatte sig varje modernisering av Richard Wagners verk. Den 26 januari 1926 gick hon med i NSDAP (medlemsnummer 29 205). År 1933 blev hon hedersmedborgare i staden Bayreuth. Hon var också bärare av nazistpartiets gyllene partimärke. När hon dog i cancer 1942 fick hon en hedersbegravning av NSDAP, där den dåvarande bayerske ministern Adolf Wagner (obesläktad) höll minnestalet.

## Bildgalleri

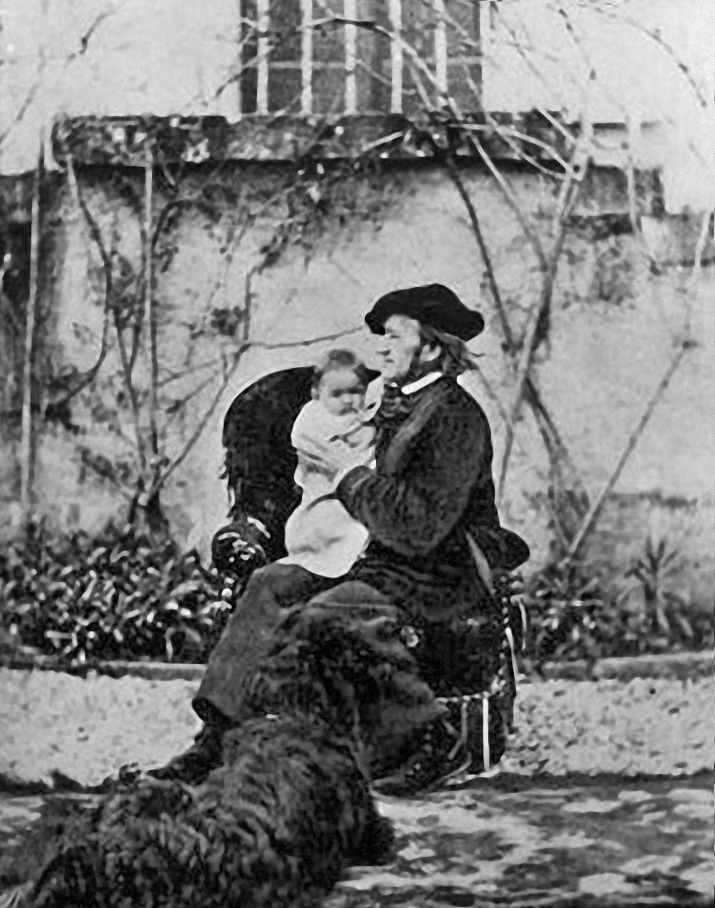
Richard Wagner med dottern Eva i Tribschen 1867
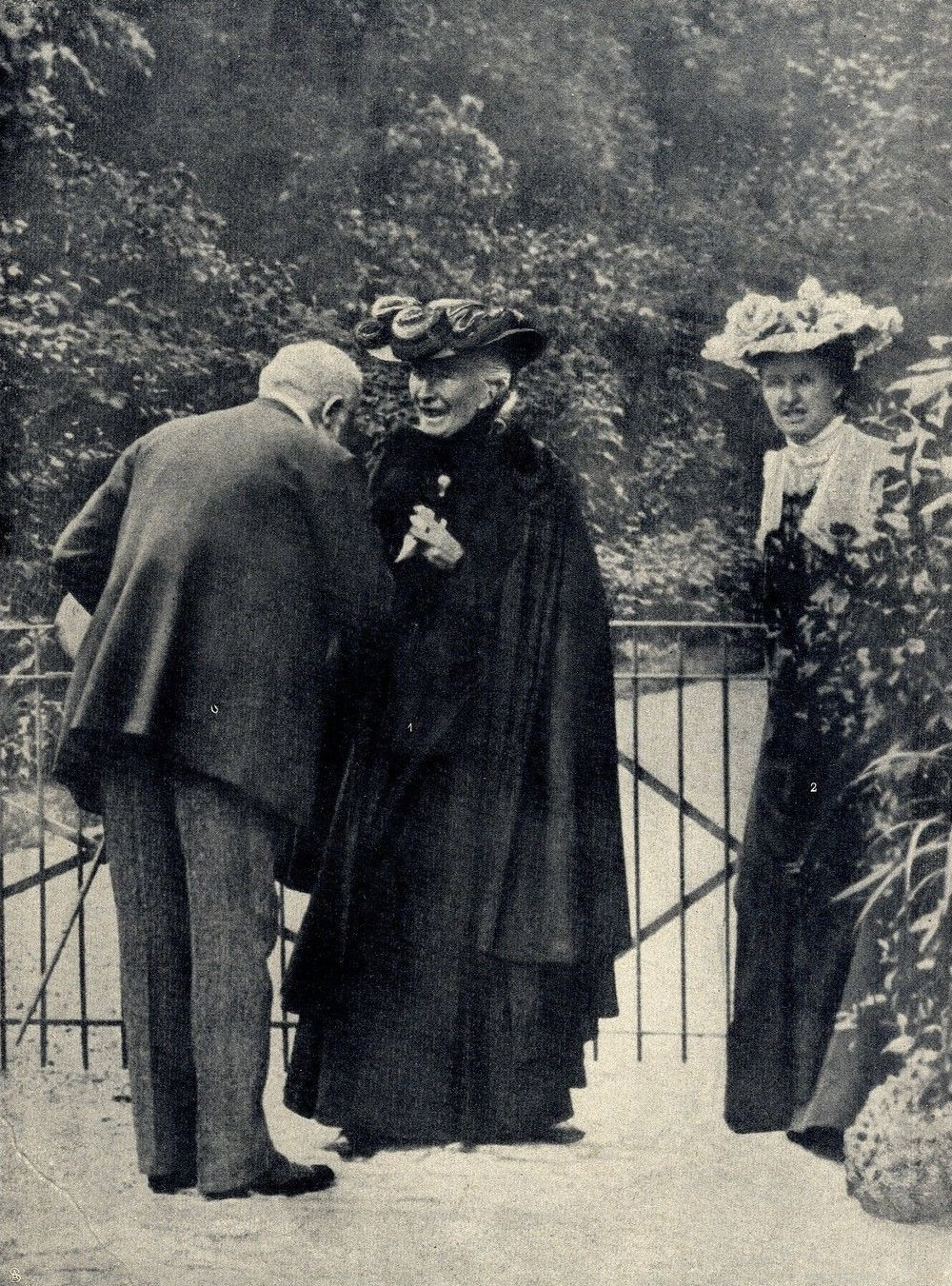
Cosima Wagner med dottern Eva i Bayreuth 1906
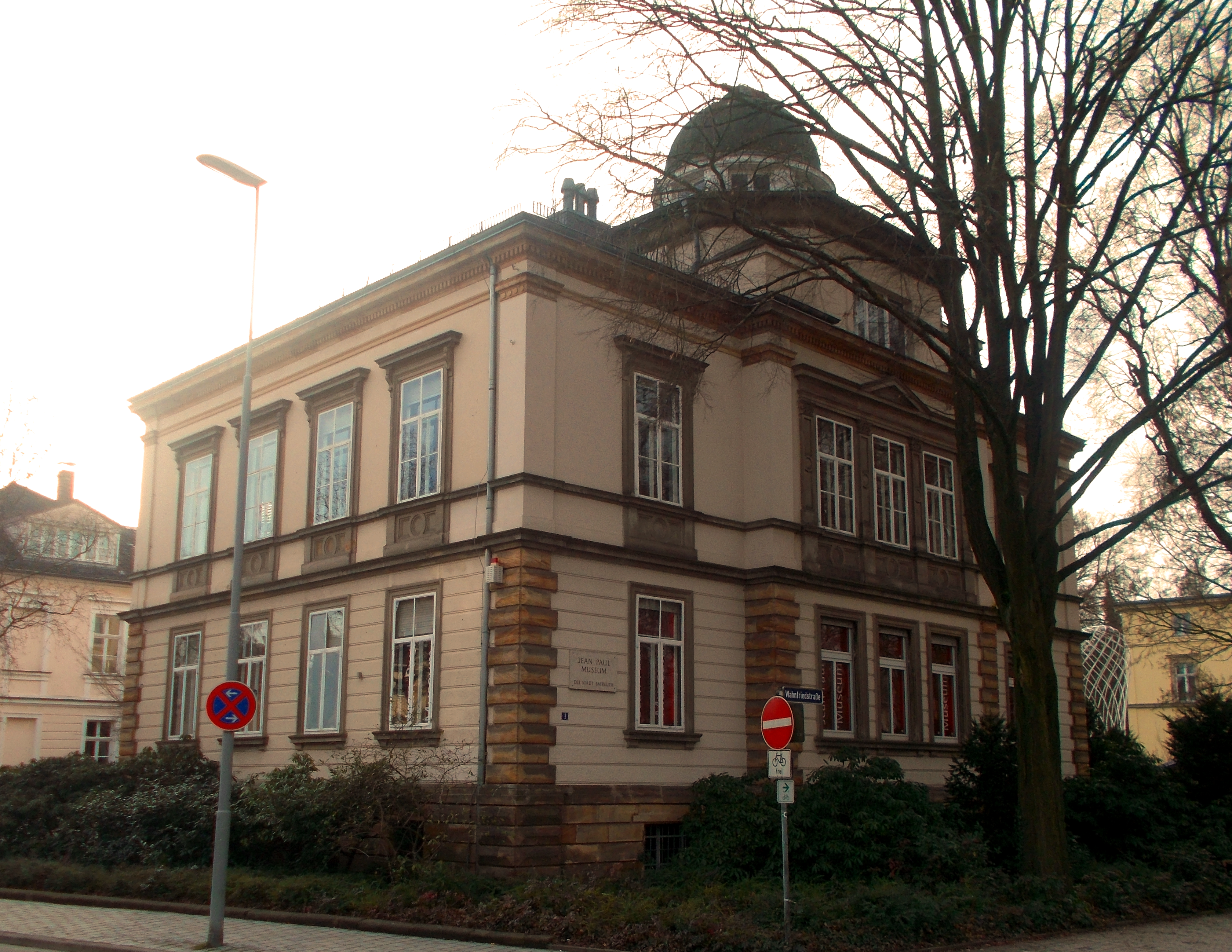
Chamberlainhuset i Bayreuth
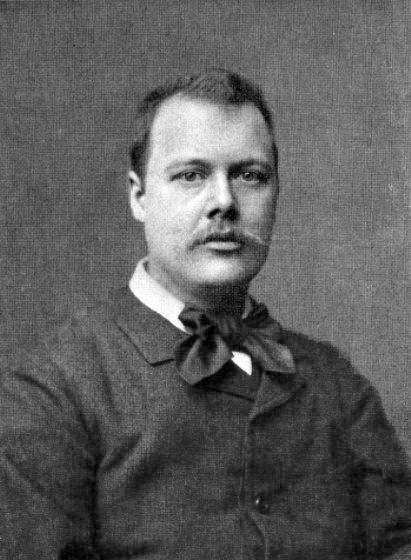
Houston Stewart Chamberlain  1886